# Freddy Forero Requiniva
Freddy Forero Requiniva (Arauca, siglo XX) es un abogado y político colombiano, quien se desempeñó como Gobernador del Departamento de Arauca.

## Biografía
Abogado de profesión, en las elecciones regionales de 2007 resultó elegido Gobernador de Arauca con 27.899 votos por el Partido Cambio Radical, más de 15.000 votos respecto a su más inmediato rival.
Apenas unos meses después de posesionarse, en septiembre de 2008 la Procuraduría General lo destituyó e inhabilitó por diez años para ejercer cargos públicos, pues se demostró que había participado en la firma de un contrato por más de $23.000 millones de pesos adjudicado por la gobernación menos de un año antes de ser elegido, por lo cual estaba inhabilitado.La decisión fue confirmada por el Consejo de Estado, que anuló su elección.
En 2016 la Procuraduría lo halló culpable, junto con el gobernador Julio Enrique Acosta Bernal, de daño patrimonial por $521 millones de pesos durante su gobernación. Por este caso, se le impuso una nueva sanción de cinco años de inhabilidad para ejercer cargos públicos.
Posteriormente fue miembro del Partido Centro Democrático, pero renunció a este en 2022.